# Zoologia
Zoologia (gr. ζῷον zoon ‘zwierzę’, λόγος logos ‘nauka’) – dział biologii badający zwierzęta. Dokładny zakres zoologii ewoluował w związku ze zmienną definicją tego królestwa. W latach 20. XXI wieku obejmuje ono organizmy, które mogą nie odpowiadać potocznemu rozumieniu tego słowa (od gąbek do ludzi). Terminu tego po raz pierwszy użył Johann Schröder w 1659 roku w swoim dziele Zoologia, czyli historia zwierząt przydatnych w badaniach natury i chirurgii. Przedstawiciel tej dziedziny to zoolog, a przedstawicielka – zoolożka.
Pierwsze prace zoologiczne ogłosił Arystoteles, zwany „ojcem” tej dziedziny. Spośród około 300 jego dzieł do najważniejszych należą: Historia naturalna zwierząt, O częściach zwierząt oraz O pochodzeniu zwierząt. Rewolucyjny wpływ na zoologię wywarł również model ewolucji Charlesa Darwina, ogłoszony w wydanym w 1859 roku dziele O powstawaniu gatunków. Przyczynił się on do wyjaśnienia m.in. procesów i zjawisk z zakresu ewolucji, embriologii oraz anatomii porównawczej.
Obecnie najbardziej znanymi polskimi czasopismami naukowymi z dziedziny zoologii są m.in.:
- „Acta Palaeontologica Polonica”,
- „Annales Zoologici”,
- „Przegląd Zoologiczny”,
- „Wiadomości Entomologiczne”,
- „Zoologica Poloniae”.

## Działy zoologii
Zoologia dzieli się na działy zajmujące się poszczególnymi grupami zwierząt:
- mikrobiologia – nauka o mikroorganizmach;
- ichtiologia – nauka o rybach;
- herpetologia – nauka o płazach i gadach, wśród której znajdują się dwie poddziedziny:
  - batrachologia – nauka o płazach,
  - reptiliologia – nauka o gadach;
- ornitologia – nauka o ptakach;
- entomologia – nauka o owadach, wśród której znajduje się wiele poddziedzin, m.in.:
  - afidologia – nauka o mszycach,
  - apiologia (apidologia, melitologia) – nauka o pszczołach,
  - dipterologia – nauka o muchówkach,
  - heteropterologia – nauka o pluskwiakach różnoskrzydłych,
  - hymenopterologia – nauka o błonkówkach,
  - koleopterologia – nauka o chrząszczach,
  - lepidopterologia – nauka o motylach,
  - myrmekologia – nauka o mrówkach,
  - odonatologia – nauka o ważkach,
  - sfekologia – nauka o osach,
  - trichopterologia – nauka o chruścikach;
- teriologia – nauka o ssakach, wśród której znajduje się wiele poddziedzin, m.in.:
  - cetologia – nauka o waleniowatych (walenie, delfiny),
  - chiropterologia – nauka o nietoperzach,
  - felinologia – nauka o kotach,
  - hipologia – nauka o koniach,
  - kynologia – nauka o psach,
  - prymatologia – nauka o naczelnych.

Dziedzinami zoologii są także:
- nauki o zwierzętach poprzednich epok (m.in. paleozoologia i paleozoogeografia),
- nauki o strukturze ich populacji oraz ich wzajemnym oddziaływaniu na środowisko (m.in. ekologia i zoogeografia),
- nauki o zachowaniu i psychice zwierząt (etologia, zoopsychologia),
- nauki obejmujące systematykę wszystkich organizmów zwierzęcych,
- nauki zajmujące się budową i funkcjami ciała zwierząt (m.in.: anatomia, fizjologia, morfologia, embriologia, cytologia).

Oddzielną dziedziną zoologii jest także kryptozoologia, będąca dziedziną pseudonauki zajmującą się zwierzętami, których istnienie powszechnie jest odrzucane ze względu na brak wiarygodnych, naukowych dowodów.